# Katarzyna Kobylarz
Katarzyna Kobylarz (ur. 1982 w Nisku) – polska artystka malarka, scenografka, graficzka, mgr sztuki.

## Życiorys
Absolwentka dwóch wydziałów Akademii Sztuk Pięknych im. Jana Matejki w Krakowie: Wydziału Grafiki oraz Wydziału Malarstwa (Katedra Scenografii). Dyplom ze Scenografii wykonała pod kierunkiem prof. Małgorzaty Komorowskiej i otrzymała tytuł magistra sztuki ASP w Krakowie w 2007. Dyplom z Grafiki wykonała w pracowni drzeworytu u profesora Bogdana Migi w 2007. Ukończyła Państwowe Liceum Sztuk Plastycznych w Jarosławiu w roku 2002. Na dyplom wykonała plakaty do „Sklepów Cynamonowych” Brunona Schulza oraz serię obrazów i grafik. Otrzymała wyróżnienie za dyplom.
Jest przewodniczącą Klubu Malarzy im. Artysty Stanisława Hrabiego Szembeka oraz członkiem zarządu przy Towarzystwie Historycznym im. Szembeków dyrektorem Artystycznym Festiwalu Fredrowskiego „Mocium Panie”, właścicielką Galerii Sztuki i Agencji Artystycznej „Kate Gallery”.
Jako artystka wszechstronna realizuje swoje pasje w różnych projektach artystycznych i konceptualnych. Jej prace znajdują się w zbiorach polskich i zagranicznych kolekcjonerów sztuki, m.in. w Polsce, Niemczech, Anglii, Szwajcarii, Portugalii, we Włoszech i w Czechach.

## Malarstwo sztalugowe
Jest artystką wszechstronną. Posiada inspirujący i bogaty w kolory i siłę styl współczesny, który łączy się z nurtami abstrakcji, hiperrealizmu, realizmu, koloryzmu czy przełamanego realizmu.
Namalowała ponad 200 obrazów, które wystawiała na kilkudziesięciu wystawach w różnych miejscach w Polsce i na świecie.
Na co dzień zajmuje się głównie malarstwem sztalugowym oraz malarstwem ściennym. Jej obrazy cechują się szczerością i ciągłym poszukiwaniem wyrazu swoich myśli. Cechuje je burza pomysłów, jaka nakierowuje realizacje na różne drogi realizacji obrazu. Odpowiada na codzienność dużym formatem i malowaniem światła jakie rodzi się z każdy dniem na nowo.
Katarzyna Kobylarz dla PAP: – Maluję, bo to kocham. Uwielbiam jak pomysł się zbliża, a ja nie nadążam go schwytać. Inspirują mnie życie, myśli, książki i cele! Twórczość to droga nieskończona, ciągły rozwój. Ludzie, obrazy, pejzaże, nowe miejsca, nowe olśnienia, które moje oko zauważa. Dlatego moje obrazy to najszczerszy i najwierniejszy dla serca sposób komunikacji z widzem”.
Jest laureatką licznych nagród międzynarodowych oraz uczestniczką plenerów, wystaw zbiorowych i indywidualnych. Wygrała m.in. III miejsce w Międzynarodowym Konkursie „Siłą czy dialogiem, współcześni Europejczycy wobec konfliktów” w 2001 r, I i III miejsca w Międzynarodowym Konkursie Graficznym „Artform”. oraz III Miejsce w Międzynarodowym Konkursie „Siłą czy dialogiem, współcześni europejczycy wobec konfliktów”. W 2013 roku pokazywała swoje prace podczas konkursu włoskiego Premio Arte Laguna. Dodatkowo za granicą wystawiała swoje obrazy m.in. na wyspie Jersey w Wielkiej Brytanii, we Włoszech, Portugalii oraz Niemczech (Gerlitz) podczas indywidualnego wernisażu na festiwalu filmowym Focus Festiwal w 2007 r.
W Polsce jej prace można było oglądać m.in. w Sobczyk Gallery, Czarnym Motylu w Warszawie, w Pałacu Sztuki w Krakowie (była pomysłodawczynią oraz kuratorem międzynarodowej wystawy pt. „Malarstwo młodych” w 2008 r.), w 2015 w Mazowieckim Urzędzie Wojewódzkim przy placu Bankowym w Warszawie – wspólna wystawa wraz z Małgorzatą Omelańczuk-Pawluk (2015), indywidualna wystawa w Urzędzie Wojewódzkim przy Placu Bankowym w Warszawie (2016) zbiorowa wystawa w Galerii Kadr z okazji 100-lecia Dzielnicy Mokotów w Warszawie (2015), indywidualna wystawa w Galerii Krzywe Koło w Warszawie (2016), indywidualny pokaz obrazu 3D happening w Galerii Officyna Art&Design, podczas Nocy Muzeów 2017 w Warszawie, Starej Drukarni przy ul. Mińskiej 66, Praga-Południe w Warszawie w (2015 oraz 2016), w Muzeum Mitologii Słowiańskiej (scenografia, malarstwo 3D, 2017).

## Malarstwo 3D
Jest pionierką malarstwa w technologii 3d Chromadepth w Polsce, którą jako jedna z pierwszych zastosowała w 2011 roku w Płocku w sali kina 5D extreme.
Również w 2011 Katarzyna Kobylarz wykonała pierwszy w Polsce labirynt w specjalnej, trójwymiarowej technologii Chromadepth. Bajlandia 3D w Poznaniu to ręcznie malowany labirynt będący niezwykłą, przestrzenną aranżacją najbardziej znanych i lubianych bajek – Calineczki, Jasia i Małgosi, Czerwonego Kapturka, Królowej śniegu, O rybaku i Złotej Rybce czy Dziewczynki z zapałkami. To nie tylko efekt wizualny w zachwycającej technologii trójwymiarowej, ale także baśniowa opowieść przenosząca uczestnika zabawy prosto do świata fantazji. Głębię wrażeń podkreślają zastosowane efekty 5D, jak: zapach, wiatr, chłód, a nawet powiew morskiej bryzy.
W 2013 roku dla Muzeum Historycznego w Warszawie wykonała projekty przestrzennych widoków Warszawy w wariantach: Nowy Świat, Stare Miasto, Praga makiety z pocztówkami 3D. Dwie z kolekcji stały się stałą ekspozycją Muzeum. Ekspozycje aranżacyjnych pocztówek 3D w fazie modelu w 3d, czyli makiety w skali 1:1.
W 2015 uczestniczyła w międzynarodowym projekcie Fotoplastikon 3D, gdzie wykonała 25 trójwymiarowych ilustracji, których obraz animowany widziany był w tradycyjnej XIX-wiecznej technologii we współczesnym wydaniu.
Dwa lata z rzędu w 2015 i 2016 została zaproszona przez Polską Agencję Prasową do ekspozycji swojego malarstwa 3D podczas „Nocy Muzeów” w Starej Drukarni w Warszawie. Projekt nosił tytuł „Nowoczesne Technologie”. Wystawy cieszyły się ogromnym zainteresowaniem.

## Scenografia
Jako scenografka współpracowała m.in. z Andrzejem Wajdą, przy projekcie „Otello” – wystawa w PWST w Krakowie 2006 oraz na planie filmu „Katyń” oraz współpracowała z prof. Krystyną Zachwatowicz-Wajdą, reżyserem Andrzejem Kreutz-Majewskim oraz scenografem Krystianem Lupą. Odbyła staż w zakresie scenograficznym w Starym Teatrze w Krakowie przy współpracy z reżyserem Janem Klatą oraz we współpracy z reż. Mikołajem Grabowskim.
W 2006 r. tworzyła makiety postaci i projektów wraz z wizualizacją przestrzenną sceny do sztuki „Ptaki” Arystofanesa. Projekt zrealizowany przy współpracy ze scenografem Mariuszem Palą. Wystawa i ekspozycja trafiła na nośniki TV oraz platformę reklamową podczas Quadriennale Praga.
W 2008 na otwarcie Opery Krakowskiej wykonała scenografię oraz aranżację wnętrza Opery. Współpracowała z nią do 2011 roku, gdzie wykonała m.in. identyfikację wizualną, wystawę pt. „Don Giovanni” (zakres projektowy, aranżacyjny i wykonawczy w zakresie oświetlenia mobilnego) Mariusza Kwietnia, solisty światowej sławy, wystawę kostiumów scenograficznych, wystawy świąteczne oraz projekt „Spojrzenia”, czyli projekty plakatów do inscenizacji teatralnych.
W latach 2008–2009 r. tworzyła wystawę kostiumów oraz zdjęć ze sztuk z okazji 75-lecia Krzysztofa Pendereckiego w Operze Krakowskiej.
W 2014 wykonała scenografię do filmu „Kemping” w reż. Krzysztofa Jankowskiego.
Główną rolę zagrali: Krzysztof Globisz oraz Agnieszka Wosińska Olga Sarzyńska Mateusz Ławrynowicz, Arkadiusz Smoleński, Lude Réno.
W marcu 2017 roku rozpoczęła prace malarskie i scenograficzne dla Muzeum Mitologii Słowiańskiej w Owidzu. Wykonała 50 metrów Kwadratowych malarstwa ściennego 3D w technologii Chromadepth oraz sześć boksów scenograficznych. Muzeum otwarto 24 czerwca 2017.

## Wybrane wystawy malarstwa
- 2017: Muzeum Mitologii Słowiańskiej, Owidz. 50 m malarstwa ściennego w technologii 3D Chromadepth, 6 stanowisk scenograficznych o tematyce mitologii słowiańskiej[11].
- 2017: „Dziwny ogród” – wystawa „Przenikania”, która była częścią dwudniowego warszawskiego Festiwalu Przenikania organizowanego w ramach Dziedzińca Kulturalnego Jerozolimskie 107. Program festiwalu składał się ze zbiorowej wystawy artystów, a jej główną atrakcją była instalacja „Żywy obraz”, na potrzeby której Katarzyna Kobylarz namalowała obraz „Dziwny ogród” Józefa Mehoffera w technologii 3D Chromadepth. Efekt końcowy umożliwiał zwiedzającym „wejście” do wnętrza obrazu”[12].
- 2017: „Ogrody świata” – Centrum Promocji Kultury, Warszawa[3]
- 2016: Kongres Kobiet „Bizneswomen&life”, Warszawa[4].
- 2016: Wystawa indywidualna w Domu Kultury Kadr w Warszawie. Wystawa została objęta patronatem Informatora Stolicy. Zawierała cykl obrazów akrylowych: martwych natur i wnętrz, olejne i akrylowe pejzaże z plenerów, oraz unikalne obrazy w technice 3D chromadepth, które były przedstawione w sali kinowej[1].
- 2016: Dom Kultury Śródmieście, Warszawa[3].
- 2016: „Otwarte Ogrody”, Podkowa Leśna w Galerii „Oko Podkowy”[4].
- 2016: „Nowoczesne Technologie”, Stara Drukarnia, Warszawa. Malarstwo 3D
- 2016: Galeria Kadr, Warszawa. Pocztówki 3D[13]
- 2016: „Obrazy myśli”, Mazowiecki Urząd Wojewódzki, Warszawa[13].
- 2016: Krzywe Koło, Warszawa[13].
- 2015: „Ogień Miłości”, obrazy inspirowane poezją Haliny Poświatowskiej w Mazowieckim Urzędzie Wojewódzkim w Warszawie[13].
- 2015: Pałac Czerwony Róg, Jędrzychowice[13].
- 2015: Nowodworski Dom Kultury, Nowy Dwór Mazowiecki[13].
- 2015: Centrum Promocji Kultury Praga-Południe, Warszawa[2].
- 2014: Sobczyk Gallery, Warszawa, kurator wystaw[13].
- 2013: „Czarny Motyl”, Warszawa[13].
- 2009: „Soliści”, Opera Krakowska. Portrety wszystkich solistów Opery Krakowskiej w postaci pięciolinii[14].
- 2009: „Spojrzenia” – inspirowana spektaklem baletowym w Operze Krakowskiej[14].
- 2008–2009: Wystawa kostiumów oraz zdjęć ze sztuk z okazji 75-lecia Krzysztofa Pendereckiego, Opera Krakowska[14].

## Nagrody[13]
- 2001: I i III nagroda w Międzynarodowym Konkursie Graficznym Artform Kluczbork[13].
- 2001: I miejsce w konkursie plastycznym pt. „Wiedzieć jak”. Promowanie gospodarstw rolnych[13].
- 2001: III miejsce w Międzynarodowym Konkursie Fundacji Krzyżowa dla Porozumienia Europejskiego „Siłą czy dialogiem?”, „Współcześni Europejczycy wobec konfliktów” w kategorii kompozycja malarska[13].
- 2001: Wyróżnienie w konkursie satyrycznym „O złotą szpilę” – drugi turniej satyry[13].
- 2001: Wyróżnienie w szkolnym konkursie plastycznym na pastele „Wyspiański i jemu podobni”[13].
- 2001: II miejsce – Malujemy pastelami – Tarnobrzeg[13].
- 2001: I miejsce w konkursie poplenerowym w Horyńcu[13].
- 2000: I Miejsce w konkursie poplenerowym w Korzenicy[13].